# Michele Rugolo
Michele Rugolo (ur. 31 sierpnia 1982 w Montebelluna) – włoski kierowca wyścigowy.

## Kariera
Rugolo rozpoczął karierę w wyścigach samochodowych w 2000 roku od startów we  Włoskiej Formule Renault. Z dorobkiem 10 punktów uplasował się tam na 20 pozycji w klasyfikacji generalnej. W późniejszych latach pojawiał się także w stawce 6 Hours of Vallelunga, Formuły Nissan 2000, 24h Le Mans, Italian Super Production Car Championship, FIA Sportscar Championship, Formuły 3000, Włoskiej Formule 3, Italian GT Championship, American Le Mans Series, FIA GT Championship, International GT Open, Superstars GT Sprint, Italian GT Championship oraz Trofeo Castrol SEAT Leon Supercopa, Le Mans Series, Intercontinental Le Mans Cup, FIA World Endurance Championship, Malaysia Merdeka Endurance Race, Avon Tyres British GT Championship, Liqui Moly Bathurst 12 Hour, Asian Le Mans Series, Spanish GT Championship, Winter Series by GT Sport oraz Blancpain Endurance Series.